# Arichanna fraterna
Arichanna fraterna là một loài bướm đêm trong họ Geometridae.